# ミミ・シェラー
ミミ・シェラー（Mimi Sheller、1967年 - ）は、アメリカ合衆国マサチューセッツ州にあるウースター工科大学のグローバル・スクールの学部長 (Dean of The Global School)。2009年から2021年にかけて、彼女はフィラデルフィアにあるドレクセル大学で、文化・コミュニケーション部門 (the Department of Culture and Communication) の社会学担当教授を務め、新モビリティ研究・政策センター (the New Mobilities Research and Policy Center) の創設時の責任者であった。彼女の著作は広く引用され、「モビリティ研究において鍵となる理論家 (key theorist in mobilities studies)」と目されており、専門分野はカリブ海地域のポストコロニアルな文脈である。

## 経歴
彼女は1988年に、ハーバード・カレッジで歴史と文学の B.A. をスンマ・クム・ラウデで取得した。次いで、ニュースクール社会研究大学から、1998年に社会学および歴史研究の M.A.、1998年に Ph.D. を取得した。彼女が完成させた学位論文の指導には、チャールズ・ティリー、ウィリアム・ローズベリー (William Roseberry)、ムスタファ・エミールバイヤーがあたった。1997年から1998年にかけて、シェラーは、アナーバーのミシガン大学で、アフリカ・アフロアメリカ研究センター (Center for African and Afroamerican Studies) のデュボワ＝モンデール＝ロドニー博士研究員 (the Dubois-Mandela-Rodney Postdoctoral Fellow) であった。
彼女は（2000年代に講師として最初に職に就いた）イングランドのランカスター大学で、モビリティ研究・政策センター (the Center for Mobilities Research and Policy, CeMoRe) の創設時の責任者を務め、客員上級研究フェロー (visiting senior research fellow) となっている。2003年には、ランカスター大学から、高等教育の学習と教授に関する博士研究員資格 (Postgraduate Certificate in Learning and Teaching in Higher Education) を取得した。
彼女は、イギリスの社会学者ジョン・アーリとともに、学術誌『Mobilities』を創刊し、2021年に退任するまで、同誌の共同編集長を務めていた。彼女はまた、『Transfers: Interdisciplinary Journal of Mobility Studies』誌の編集にも共同編集者 (Associate Editor) として関わっている。

## 業績
彼女の最初の著書『Democracy After Slavery: Black Publics and Peasant Radicalism in Haiti and Jamaica』は、2002年に『Choice』誌の選ぶ卓越した学術書（Outstanding Academic Books：後の Choice Outstanding Academic Titles）に選定された。2003年に刊行された彼女の2柵目の著書も、彼女の博士論文を基にしたもので、『Consuming the Caribbean: From Arawaks to Zombies』と題された。
2004年には、ジョン・アーリとの連名で「The New Mobilities Paradigm」と題する論文を、書籍のひとつの章として発表し、この論文は「モビリティの理論化における重要な一歩を刻み (marked a significant step in the theorizing of mobilities)」、「移動やコミュニケーション技術が、遠く離れた相手との接触を豊かなものとし、間欠的な接触が、社会生活の一体化を保つ上で重要であること (that travel and communication technologies have enabled the proliferation of connections at a distance and that such distant and intermittent connections are crucial in holding social life together)」を議論した。その後もアーリと連名で、モビリティに関する論文集を2冊、『Tourism Mobilities: Places to Play, Places in Play』と『Mobile Technologies of the City』を編纂した。
2011年、シェラーは、世界銀行の防災グローバル・ファシリティへ助言をおこなう地震工学研究所に専門家のひとりとして招聘され、チームの一員となった。このチームは、2011年に日本の東北地方で起こった東北地方太平洋沖地震と津波に関するデータの検証と分析をおこなった。
彼女の著書『Citizenship from Below: Erotic Agency and Caribbean Freedom』は、2012年に刊行され、ダイアナ・ペイトンは、「刺激的で、思考を喚起させる本であり、永く意義深いものであり続けるだろう (stimulating, thought-provoking book of lasting significance)」と評した。『Aluminum Dreams: the Making of Light Modernity』は、2014年にマサチューセッツ工科大学出版局から刊行された。2018年にはヴァーソ・ブックスから『Mobility Justice: The Politics of Movement in An Age of Extremes』が刊行された。
彼女の最近刊は、2020年にデューク大学出版局から刊行された『Island Futures: Caribbean Survival in the Anthropocene』である。
シェラーは、2013年に刊行された『Routledge Handbook of Mobilities』の共同編集者のひとりであり（ほかに、Peter Adey、David Bissell、Kevin Hannam、Peter Merriman）、また、2014年に刊行された『Mobility and Locative Media: Mobile Communication in Hybrid Spaces』をアドリアーナ・デ・ソウサ・エ・シルバと共編した。
日本語に翻訳された論文（書籍の分担執筆）に、マイク・フェザーストーン、ナイジェル・スリフト、ジョン・アーリ共編著（近森高明 訳）『自動車と移動の社会学』（法政大学出版局、2010年：原著『Automobilities』Sage, 2005）所収の「自動車を感じること (Automotive Emotions)」がある。

## 受賞
- Provost Award for Outstanding Career Scholarly Achievement, Drexel University
- 名誉博士号 - ロスキルデ大学（英語版）
- David G. Nicholls Memorial Prize, Society of Caribbean Studies